# Roweia frauenfeldi
Roweia frauenfeldi is een zeekomkommer uit de familie Cucumariidae.
De wetenschappelijke naam van de soort werd in 1882 gepubliceerd door Hubert Ludwig.

## Ondersoorten
- Roweia frauenfeldi frauenfeldi
- Roweia frauenfeldi webbi (Thandar, 1977)